# Radu Leon
Radu XII Leon, zwany też Radu Sprzedawca Ostryg (rum. Radu Leon, Radu negustorul de scoici), hospodar Wołoszczyzny w latach 1664–1669.
Był synem hospodara wołoskiego Leona Tomșy. Wprowadzony na tron przez Portę po ucieczce Grzegorza I Ghiki, który próbował nawiązując kontakt z Austrią uniezależnić Wołoszczyznę od Turcji. Swoją władzę opierał na już obecnych oraz sprowadzanych przez siebie na Wołoszczyznę Grekach fanariockich, w szczególności na rodzinie Cantacuzino (m.in. późniejszym hospodarze Șerbanie Kantakuzenie, który pełnił najważniejsze funkcje na jego dworze). W 1668 polityka ta doprowadziła do zamieszek antygreckich, których efektem było pozbawienie Radu tronu.